# 몽키피콰르텟
몽키피콰르텟(Monkey Pee Quartet)은 2010년 대한민국 광주광역시에서 결성된 펑크 밴드이다

## 역사
- 2010년 양건양 김희종 강민상 박상현 이 결성.
- 2012년 박상현 탈퇴 후 김은총 영입.
- 2013년 EP 'Banana Stew' 발매. 김은총 군 입대 후 세션 이진곤 영입.
- 2015년 Single 'Summer days...' 발매. 김은총 전역 후 복귀.
- 2017년 이강산 영입.

## 구성원
- 기타/보컬 : 양건양
- 기타/보컬 : 김희종
- 베이스 : 강민상
- 드럼 : 이강산

## 커뮤니티
- Instagram
- Facebook

## 디스코그래피
- [EP] Banana Stew (2013)
- [Single] Summer Days (2015)
- [Compilation] All Kind of Victim (2017)